# Homer and Her Sisters
«Homer and Her Sisters» (укр. «Гомер та її сестри») — дев'ята серія тридцять шостого сезону мультсеріалу «Сімпсони», прем'єра якої відбулась 15 грудня 2024 року у США на телеканалі «Fox».

## Сюжет
На день народження Патті та Сельми сім'я Сімпсонів йде на вечірку в квест-кімнату. Їм пояснюють систему підказок, але Сельма впевнено заявляє, що вона їм не знадобиться, бо в неї низка проходжень без використання підказок. Двері зачиняють і починається годинний відлік. Майже одразу Гомер використовує дві підказки: що відкрити двері, які насправді, намальовані, та, щоб образити своячок. Це злить їх, оскільки це руйнує їхню низку, що призводить до суперечки і бійки про те, що Мардж має розлучитися.
Тим часом тітка клоуна Красті, Сейді, відвідує його, щоб приєднатися до подкасту Третього Номера Мела (присвяченого Красті). Як не дивно, Красті не здогадувався про існування подкасту.
У квест-кімнаті час майже закінчився, а пошук ключів зазнав невдачі. Патті не витримує та просить підказку. Їм розповідають, що Гомер використовував ключ, щоб чухати спину протягом 20 хвилин. Зрештою, Сімпсои-Був'є програють, через що між Гомером і сестрами Був'є зав'язується чергова бійка.
Сейді допомагає Красті зрозуміти, що він ніколи не спілкувався зі своїми колегами. Вона сварить племінника, що йому потрібно змінитися. Тим часом Ліндсі Нейджл з колегою слухає подкаст. Взявши за основу лише одну фразу обуреної Сейді «Проблема в тобі» (англ. «the problem is you») вони створюють однойменне телешоу про виправлення сімейних стосунків із ведучою тіткою Сейді.
Вдома Ліса намагається переконати Гомера помиритися з Патті та Сельмою, але він відмовляється. Мардж таємно пише сестрам повідомлення, вдаючи, що травмувалася, щоб зібрати усіх разом. Вона запрошує команду телешоу, щоб вирішити їхні проблеми.
Сестри розповідають, як почалася їхня ворожнеча під час святкування народження дитини Мардж. Суперечка триває у сьогоденні, але Сейді втручається і вказує, що проблема… в Мардж. Вона ніколи не втручалася у проблему раніше, щоб зберегти свій статус мучениці. Мардж, не бажаючи змиритися з цим, виганяє всіх з дому.

Красті здружується з Вейном

Тим часом ззовні Красті зізнається грипу Вейну, що хоче провести час з ним як членом команди. Вейн запрошує його на варених раків у нього вдома. На вечірці Красті за кілька секунд викликає хаос, створює пожежу і травмується на велосипеді.
Тієї ночі Гомер розмірковує над словами Сейді і задається питанням, чи міг би він порозумітися з Патті та Сельмою без впливу Мардж? Наступного ранку він запрошує своячок у гавань, щоб обговорити це. Далі вони йдуть до таверни Мо, де за пивом вони зближуються. Потім утрьох вони проводять час ділячись дружніми жартами, граючи в боулінг, дивлячись фільм і успішно пройшовши ще одну квест-кімнату. Виходячи, вони стикаються з Мардж і дітьми. Мардж розуміє, що проблема стосунків її чоловіка з її сестрами справді може бути в ній самій.
Під час фіналу сезона «Проблеми в тобі» усі групи-учасниці збираються у студії. Мардж стає все напруженішою, оскільки її неодноразово називають проблемою. Групи шкодують, що раніше сварилися, і Сейді намагається втрутитися. Мардж стверджує, що проблеми, які потребують років роботи, неможливо вирішити за допомогою 30-хвилинного випуска телешоу. Настає хаос, коли пари знову сваряться. Сейді лютує і гине від нещасного випадку, коли на неї падає вивіска телешоу.

## Виробництво
Серія вийшла о 20:30 замість звичного слоту 20:00.

## Культурні відсилання та цікаві факти
- Назва серії є відсиланням до драмеді «Ханна та її сестри» 1986 року[2].
- Назва дитячої соматології «Cavity Falls» (укр. «Порожнина падає»), звідки виходять Мардж х дітьми є це відсиланням до мультсеріала «Gravity Falls» (укр. «Таємниці Ґравіті Фолз»)[3].

## Ставлення критиків і глядачів
Під час прем'єри серію переглянули 1,47 млн осіб, з рейтингом 0.4, що зробило її другим найпопулярнішим шоу на каналі «Fox» тієї ночі, після «Універсальних базових хлопців».
Джон Шварц із сайту «Bubbleblabber» оцінив серію на 6/10, сказавши, що «є кілька кумедних ідей, але іноді занадто багато хорошого є поганим».
Майк Селестіно з «Laughing Place» сказав, що «загалом, я подумав, що це справді смішна серія „Сімпсонів“ із дуже темним кінцем… Звичайно, гострий статус-кво між Гомером і сестрами Мардж відновлюється до кінця епізоду, і я думаю, що кажу від імені більшості шанувальників Сімпсонів, коли кажу, що ми не хотіли б, щоб це було інакше».